# Fueros de Aragón

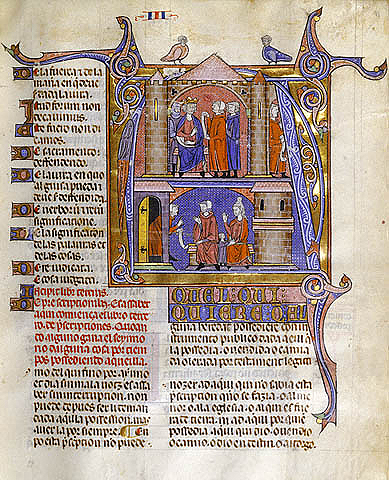
Vidal Mayor (XIII secolo). Prima stesura dei fueros de Aragón

Nel 1247, il re Giacomo I d'Aragona convocó le Cortes Generales del Reino a Huesca con l'intenzione di continuare l'opera legislativa della Corona e compilare un unico documento che contenesse le norme che dovevano reggere le attività di giustizia, private e amministrative. I nobili e i rappresentanti delle città e comunità del regno, approvarono i Fueros de Aragón sulla base dell'opera giuridica in precedenza realizzata dal vescovo di Huesca, Vidal de Canellas, che raccoglieva una parte sostanziale delle leggi locali.
Nel Privilegio General del 1283, Pietro III di Aragona confermò i fueros e la loro applicazione venne estesa a tutto il Regno.

## Storia
I fueros erano originariamente il frutto di un contributo comune dei Consigli a cui il re dava la sua approvazione. In un primo momento arrivarono ad avere fino a dodici libri nelle revisioni del 1496, 1517 e 1542. Nel 1552 venne realizzata una ristrutturazione, includendo le Observancias. L'ultima operazione di compilazione si verificò nel 1667. L'opera di codificazione venne superata, in molte occasioni, dalle regole dettate dalle Cortes di Aragona ed incorporata come parte delle norme giuridiche del Regno.
Dopo le Alteraciones de Aragón e l'esecuzione per ordine del re di Juan de Lanuza y Urrea, Justicia de Aragón, che si era ribellato contro  Filippo II, il re convocò, nel 1592, le Cortes di Tarazona (1592). Questi tribunali cambiarono i privilegi per aumentare la potenza e il controllo del re e dei suoi funzionari.
Filippo V prestò giuramento come re d'Aragona nel 1701 ma, durante la guerra di successione e dopo che l'arciduca Carlo occupò la maggior parte dell'Aragona nel 1706, le istituzioni aragonesi lo proclamarono re. Filippo V reagì e nel 1707 promulgò i primi Decretos de Nueva Planta del Reino de Aragón, che abrogavano i fueros e le istituzioni aragonesi e imponevano la legge spagnola e la sua struttura amministrativa. Più tardi, nel 1711, un nuovo decreto ripristinò la validità dei fueros Aragonesi ai rapporti tra privati e sul diritto civile, ma confermarono l'abolizione sul diritto pubblico e le istituzioni private d'Aragona.

### La proibizione della tortura e "Manifestación de personas"
Nel Regno d'Aragona la tortura delle persone era stata abolita nel 1325 dalla Declaratio Privilegii generalis approvata dal re Giacomo II alle Cortes d'Aragona riunite a Saragozza, con la sola eccezione del reato di contraffazione di moneta commesso da "gente estranea al regno di Aragona, o vagabondi del regno, che non possedevano alcun bene nello stesso, o uomini di vile condizione di vita o di fama." Come scrisse il giurista Miguel del Molino nel 1513 "E questa è una delle grandi libertà di Aragona".
Il divieto fu davvero efficace perché chi possedeva i diritti aragonesi (ricchi uomini, mesnaderos, cavalieri, nobili, onesti cittadini) denominati manifestación de personas, precedente all'habeas corpus del diritto inglese a cui assomigliava e perseguiva, secondo l'avvocato del XVIII secolo Juan Francisco La Ripa, "liberare la persona detenuta nelle sue prigioni [in quelle dei giudici del regno] dell' oppressione e della tortura o [di] qualsiasi carcere smodato". Il diritto consisteva nel fatto che il Justicia de Aragón poteva ordinare a un giudice o a qualsiasi altra autorità di consegnargli qualsiasi detenuto in modo che nessuna violenza potesse essere commessa contro di lui prima della condanna, e solo dopo essere convinto del reato, lo restituiva alla giustizia la giusta punizione. L'autorità giudiziaria o altro che si fosse rifiutato di consegnare il prigioniero si poneva contro la legge. In questo modo si impediva che il prigioniero venisse torturato. Questo diritto non si applicava ai servi dei signori aragonesi, su cui i padroni avevano giurisdizione assoluta.